# Parafia św. Stanisława Kostki w Turze
Parafia św. Stanisława Kostki w Turze – parafia rzymskokatolicka w dekanacie Szubin w diecezji bydgoskiej.
Erygowana 1 lipca 1984.
Miejscowości należące do parafii: Brzózki, Głęboczek, Olek, Tur i Żurczyn.